# Intersonic
Intersonic è un album in studio dei musicisti statunitensi Jordan Rudess e Steve Horelick, pubblicato il 23 ottobre 2017.
Tutti i brani sono stati composti, registrati e prodotti da entrambi i musicisti.

## Tracce
Testi e musiche di Jordan Rudess e Steve Horelick.
1. Child Mind – 5:53
2. Particles – 6:49
3. Quantum Fuzz – 7:27
4. Submerge – 7:09
5. Into Tranquility – 7:22
6. Northern Lights – 5:50
7. Unfolding – 4:59
8. Swarm – 6:25
9. Dreaming Aloud – 4:26
10. Elia's Lullaby – 2:50
11. Beyond Time – 4:00

## Formazione
- Jordan Rudess – pianoforte, tastiera, sintetizzatore digitale, continuum, GeoShred, Seabord, programmazione
- Steve Horelick – pianoforte, tastiera, sintetizzatore analogico, sintetizzatore modulare, sintetizzatore digitale, programmazione, zendrum